# Estación Gobernador Sola
Estancia Sola é uma junta de governo da província de  Entre Ríos, na Argentina.